# Ercole Dandini
Ercole Dandini (Roma, 25 luglio 1759 – Roma, 22 luglio 1840) è stato un cardinale e vescovo cattolico italiano.

## Biografia
Nacque a Roma il 25 luglio 1759.
Papa Pio VII lo elevò al rango di cardinale nel concistoro del 10 marzo 1823.
Partecipò a tre conclavi:
- conclave del 1823 che elesse Leone XII;
- conclave del 1829 che elesse Pio VIII;
- conclave del 1830-1831  che elesse Gregorio XVI.

Fu consigliere di Gregorio XVI per quanto riguarda la deviazione del fiume Aniene attraverso il monte Catillo.
Morì il 22 luglio 1840; i funerali si svolsero il 26 luglio e infine fu seppellito nella Chiesa di San Marcello al Corso.